# Bayes Norton

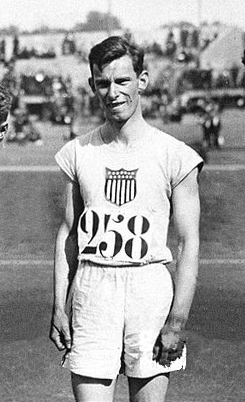
Bayes Norton bei den Olympischen Spielen 1924

Bayes Norton (Bayes Marshall Norton; * 23. September 1903 in Vineyard Haven, Massachusetts; † 21. Oktober 1967 in Gambier, Ohio) war ein US-amerikanischer Sprinter.
Bei den Olympischen Spielen 1924 in Rom wurde er Fünfter über 200 m in 22,0 s.

## Persönliche Bestzeiten
- 100 Yards: 9,8 s, 16. Mai 1925, Princeton
- 100 m: 10,7 s, 20. Juli 1924, Wien
- 200 m (gerade Bahn): 21,1 s, 14. Juni 1924, Cambridge (entspricht 21,6 s auf einer Standardbahn)